# Paradasys bilobocaudus
Paradasys bilobocaudus is een buikharige uit de familie Cephalodasyidae. Het dier komt uit het geslacht Paradasys. Paradasys bilobocaudus werd in 2008 voor het eerst wetenschappelijk beschreven door Hummon. 